# Сура Ат-Такасур
Сура Ат-Такасур (араб. سورة التكاثر‎‎) або Примноження — сто друга сура Корану. Мекканська, містить 8 аятів.

## Текст
Переклад Михайла Якубовича.

1. Вабить вас жадоба до примноження!
2. Поки не підете ви в могилу.
3. Та ж ні! Скоро дізнаєтеся ви!
4. І ще раз, ні! Скоро дізнаєтеся ви!
5. Та ж ні! Якби ж знали ви знанням достеменним,
6. що справді побачите ви пекло!
7. І ще раз — побачите ви його поглядом достеменним!
8. У той День вас запитають про земні насолоди!